# Берденов, Мынбай
Мынбай Берденов (каз. Мыңбай Берденов; 1930 год — 1985 год) — старший чабан совхоза «Алгабас» Улытауского района Джезказганской области, Казахская ССР. Герой Социалистического Труда (1982). Заслуженный мастер животноводства Казахской ССР (1980).

## Биография
Родился в 1930 году в селе Малшыбай Улытауского района (ныне — в подчинении городской администрации Жезказгана).
С 1930 по 1952 года — бухгалтер колхоза «Жегерли», с 1952 по 1976 года — заведующий овцеводческой фермой и старший чабан совхоза «Сарыкенгирский», с 1976 года — старший чабан совхоза «Алгабас» Улытауского района.
Будучи старшим чабаном, ежегодно выращивал от 110 до 150 ягнят от каждой сотни овцематок. Указом Президиума Верховного Совета СССР от 22 февраля 1982 года за достижение высоких результатов и трудовой героизм, проявленный в выполнении планов и социалистических обязательств по увеличению производства и продажи государству зерна и других сельскохозяйственных продуктов в 1981 году удостоен звания Героя Социалистического Труда с вручением ордена Ленина и золотой медали «Серп и Молот».
Скончался в 1985 году.

## Награды
- Герой Социалистического Труда — указом Президиума Верховного Совета СССР от 22 февраля 1982 года
- Орден Ленина — трижды
- Медаль «Ветеран труда» (1984)
- Золотая медаль ВДНХ СССР (24.05.1982)
- Серебряная медаль ВДНХ СССР (03.04.1980)
- Диплом Почёта ВДНХ СССР (03.07.1974)